# Pyrinia icosiata
Pyrinia icosiata là một loài bướm đêm trong họ Geometridae.